# Бернкастель-Витлих (район)
Бернкастель-Витлих (нем. Bernkastel-Wittlich) — район в Германии. Центр района — город Витлих. Район входит в землю Рейнланд-Пфальц. Занимает площадь 1178 км². Население — 114 173 чел. Плотность населения — 97 человек/км².
Официальный код района — 07 2 31.
Район подразделяется на 108 общин.

## Города и общины
1. Морбах (11 162)
2. Виттлих (17 809)

Управление Бернкастель-Кюс
1. Бернкастель-Кюс (6 812)
2. Браунеберг (1 152)
3. Бурген (584)
4. Эрден (402)
5. Горнхаузен (227)
6. Грах-на-Мозеле (735)
7. Хоксхайд (264)
8. Кестен (362)
9. Клайних (732)
10. Коммен (281)
11. Лизер (1 174)
12. Лёсних (428)
13. Лонгамп (1 154)
14. Маринг-Нофианд (1 522)
15. Монцельфельд (1 268)
16. Мюльхайм (952)
17. Ирциг (914)
18. Фельденц (944)
19. Винтрих (947)
20. Цельтинген-Рахтиг (2 306)

Управление Крёф-Баузендорф
1. Баузендорф (1 353)
2. Бенгель (961)
3. Дифенбах (74)
4. Флусбах (465)
5. Хонтайм (851)
6. Киндербойерн (1 086)
7. Кинхайм (828)
8. Крёф (2 322)
9. Райль (1 143)
10. Вильвершайд (62)

Управление Мандершайд
1. Беттенфельд (731)
2. Дирфельд (7)
3. Экфельд (364)
4. Айзеншмит (326)
5. Гипперат (259)
6. Граймерат (227)
7. Грослитген (1 028)
8. Хасборн (561)
9. Карл (223)
10. Лауфельд (499)
11. Мандершайд (1 304)
12. Мерфельд (358)
13. Мусвайлер (64)
14. Нидерёфлинген (465)
15. Нидершайдвайлер (276)
16. Оберёфлинген (300)
17. Обершайдвайлер (192)
18. Пантенбург (262)
19. Шладт (111)
20. Шварценборн (46)
21. Вальшайд (358)

Управление Ноймаген-Дхрон
1. Минхайм (558)
2. Ноймаген-Дхрон (2 327)
3. Писпорт (2 023)
4. Триттенхайм (1 130)

Управление Тальфанг-ам-Эрбескопф
1. Берглихт (501)
2. Брайт (275)
3. Бюдлих (202)
4. Бурчайд (127)
5. Дойзельбах (262)
6. Дхронеккен (131)
7. Этгерт (57)
8. Гилерт (158)
9. Грефендхрон (116)
10. Хайденбург (730)
11. Хильшайд (273)
12. Хорат (454)
13. Иммерт (174)
14. Люккенбург (98)
15. Мальборн (1 440)
16. Мершбах (36)
17. Нойнкирхен (138)
18. Рородт (57)
19. Шёнберг (242)
20. Таллинг (214)
21. Тальфанг (1 803)

Управление Трабен-Трарбах
1. Бург (442)
2. Энкирх (1 642)
3. Ирменах (748)
4. Лёцбойрен (501)
5. Штаркенбург (239)
6. Трабен-Трарбах (6 040)

Управление Виттлих-Ланд
1. Альтрих (1 540)
2. Аренрат (347)
3. Бергвайлер (879)
4. Бинсфельд (1 114)
5. Брух (492)
6. Диршайд (158)
7. Доденбург (102)
8. Драйс (1 391)
9. Эш (424)
10. Гладбах (367)
11. Хеккенмюнстер (120)
12. Хайдвайлер (196)
13. Хетцерат (2 036)
14. Хупперат (609)
15. Клаузен (1 338)
16. Ландшайд (2 091)
17. Миндерлитген (685)
18. Нирсбах (730)
19. Озан-Монцель (1 658)
20. Платтен (891)
21. Плайн (670)
22. Рифених (736)
23. Зальмталь (2 380)
24. Зелем (890)